# ژوسن سیگارت

 ژوسن سیگارت (انگلیسی: Josane Sigart؛ ۷ ژانویهٔ ۱۹۰۹ – ۲۰ اوت ۱۹۹۹) یک تنیس‌باز اهل بلژیک بود.